# Zlolesinovke
Zlolesinovke (lat. Elaeagnaceae), malena biljna porodica u redu ružolike (Rosales) kojoj pripadaju 4 roda sa 108 priznatih vrsta. Cijela porodica dobila je ime po vrsti zlolesina, rod Elaeagnus, a ostali rodovi su Hippophae i Shepherdia.
Zlolesinovke su grmovi (često trnoviti) i manje drveće porijeklom iz umjerenih krajeva sjevermne polutke, ali rastu i tropskoj Aziji i Australiji. Većina vrsta su kserofiti koji rastu na suhim staništima, ali ima i nekoliko halofitnih vrsta koje su se prilagodile zaslanjenim i slanim zemljištima koje toleriraju visoke razine saliniteta tla.
Vrste roda Lepargyrea dans se vode pod drugim rodovima ove porodice.

## Rodovi
1. Elaeagnus, zlolesina
2. Hippophae, Pasji trn
3. Shepherdia,  bivolja boba, šeferdija

### Sinonimi
- Lepargyrea argentea (Pursh) Greene = Shepherdia argentea (Pursh) Nutt.
- Lepargyrea canadensis (L.) Greene = Shepherdia canadensis (L.) Nutt.
- Lepargyrea rotundifolia (Parry) Greene  = Elaeagnus rotundifolia (Parry) A.Nelson

## Galerija
- Elaeagnus × submacrophylla (sin. Elaeagnus × ebbingei), plod
- Shepherdia rotundifolia, raste u južnom Utahu i sjevernoj Arizoni.
- Hippophae rhamnoides

## Vanjske poveznice
|  | Zajednički poslužitelj ima još gradiva o temi Elaeagnaceae |
|  | Wikivrste imaju podatke o taksonu Elaeagnaceae             |